# Mariana Kviatkovska
Mariana Vasylivna Kviatkovska –en ucraniano, Маряна Василівна Квятковська– (22 de octubre de 1987) es una deportista ucraniana que compitió en lucha libre. Ganó una medalla de oro en el Campeonato Europeo de Lucha de 2008, en la categoría de 67 kg.

## Palmarés internacional
| Campeonato Europeo | Campeonato Europeo  | Campeonato Europeo | Campeonato Europeo |
| Año                | Lugar               | Medalla            | Categoría          |
| ------------------ | ------------------- | ------------------ | ------------------ |
| 2008               | Tampere (Finlandia) | Medalla de oro     | 67 kg              |